# Maxime Do Couto Teixeira
Maxime Do Couto Teixeira, né le 13 décembre 1996 à Neuilly-sur-Seine, est un footballeur français, qui joue au poste d'ailier gauche.

## Biographie

### En club
D'origine portugaise par sa mère et camerounaise par son père, Maxime Do Couto Teixeira est formé à l'Olympique Paris 15, puis au FC Mantois, où il se lie d'amitié avec Ferland Mendy. En 2009, il intègre l'INF Clairefontaine, pour deux ans de préformation. Il rejoint le Tours FC en 2014.
Lors de la saison 2013-2014, il fait ses débuts avec l'équipe réserve du Tours FC. La même saison, Do Couto est sacré champion de France des moins de 19 ans. Il signe alors son premier contrat professionnel, et fait ses débuts avec l'équipe première le 30 août 2014 face à l'Angers SCO en Ligue 2. Lors de cette défaite 1-2, il rentre en jeu à dix minutes du terme de la rencontre à la place de Billy Ketkeophomphone.
Par la suite, Do Couto ne parvient pas à s'imposer comme titulaire avec le club tourangeau. Arrivé en fin de contrat en 2017, après avoir refusé les avances du CS Sedan Ardennes, il fait des essais non concluants à Sedan, à Nîmes, Lorient et Laval, mais aussi à l'étranger, à Getafe et Guimarães,.
Finalement, il rejoint au mois d'octobre l'Avoine Olympique Chinon Cinais, club de National 3. Le 11 novembre 2017, lors d'un match de Coupe de France face à La Berrichonne de Châteauroux, il inscrit le but de l'ouverture du score, mais ne peut empêcher la défaite finale 3-2. Lors de la saison 2017-2018, Do Couto dispute 20 matchs de championnat, inscrivant 10 buts et distillant 10 passes décisives.
Le 25 juillet 2018, il paraphe un contrat de trois saisons en faveur de l'Olimpik Donetsk. Lors de son premier match face au Karpaty Lviv, il permet en fin de match à son nouveau club d'arracher le match nul 2-2.
Le 22 juin 2021, en fin contrat avec l'Olimpik Donetsk relégué en seconde division, il rejoint pour deux saisons le FC Sochaux-Montbéliard. Il fait ses débuts avec le FCSM le 26 juillet 2021 lors de la première journée de Ligue 2 sur la pelouse de Dijon (victoire 3-1). Do Couto inscrit son premier but sous les couleurs sochaliennes le 23 octobre 2021 contre l'US Quevilly Rouen Métropole (match nul 1-1). Le 17 mai 2022, il est l'auteur d'un but qualifié d' « exceptionnel » : servi sur la gauche, il repique sur sa droite avant d’envelopper une frappe du pied droit à l’entrée de la surface et de trouver la lucarne opposée. Ce but inscrit dans le temps additionnel qualifie Sochaux pour le deuxième match de playoffs qualificatif pour le barrage d'accession à la Ligue 1.
Le 4 septembre 2023, libre de tout contrat, il s'engage pour une saison en faveur de l'Amiens SC. Il quitte la Picardie après la saison 2023-2024, ne parvenant pas à s'imposer dans l'effectif, apparaissant à 23 reprises en Ligue 2, pour 11 titularisations, 1 but inscrit et 1 passe décisive délivrée.
En 2025, il dispute la Kings League France organisée par le youtubeur AmineMaTue.

### En sélection
En novembre 2014, Maxime Do Couto dispute trois matchs amicaux avec l'équipe de France des moins de 19 ans. Il dispute son premier match le 13 novembre face à la Grèce, en remplaçant Jérémie Boga à la 63e minute de jeu (match nul 0-0). Deux jours plus tard, Do Couto inscrit le but de la réduction du score lors d'une défaite 5-1 contre l'Espagne. Le 17 novembre face à l'Allemagne (victoire 5-0), il rentre en jeu à le 86e minute de jeu à la place de Samed Kiliç.

## Vie personnelle
Il est le frère de Lisa Do Couto Teixeira, actrice française ayant joué dans les séries Skam France/Belgique et O.P.J. (saison 4), ainsi que dans le film Barbaque.